# Tetractenos glaber
Tetractenos glaber е вид лъчеперка от семейство Tetraodontidae. Видът не е застрашен от изчезване.

## Разпространение и местообитание
Разпространен е в Австралия (Виктория, Куинсланд, Нов Южен Уелс, Тасмания и Южна Австралия).
Обитава крайбрежията на сладководни и полусолени басейни и морета. Среща се на дълбочина от 0,5 до 200 m, при температура на водата от 15,3 до 18,4 °C и соленост 35,5 – 36,1 ‰.

## Описание
На дължина достигат до 15 cm.